# 이도헌 (교수)
이도헌은 한국과학기술원 바이오 및 뇌공학과 교수이다. 그와 이은정 박사팀이 수행한 연구가 오는 2009년 6월 스웨덴 스톡홀름에서 열린 ‘분자생물학을 위한 지능형 시스템 국제학회 (International conference on Intelligent Systems for Molecular Biology)’의 하이라이트 논문으로 2년 연속 선정되었다.
이 논문은 지난해 공중과학도서관 계산생물학 저널(PLoS Computational Biology)에 발표된 “질병상태 분류를 위한 경로 활동도 추론”이다. 이번 연구성과는 암과 같이 여러 유전자의 이상과 환경적 요인에 의해 발생하는 복합성 질환의 경우, 단백질 상호작용 네트워크 및 생물학적 경로 데이터베이스로부터 얻어진 분자 모듈의 활성도를 기반으로 효과적인 질병 진단과 새로운 진단 마커를 발굴하는 데 응용될 수 있다.
바이오 및 뇌공학과 이도헌교수는 “하이라이트 세션은 일반 학술발표 세션과 달리, 지난 한 해 여러 학술지에 이미 발표된 연구들 중 새로운 분야를 열거나, 아주 흥미롭고 참신한 연구를 각 분야의 전문가가 선정하여 발표하는 것으로 이 세션에 선정된다는 것은 학계의 인정과 주목을 받는다는 의미가 있다” 라고 밝혔다.
지난해, 이 연구팀은 네이처 자매지인 분자시스템 생물학 저널에 발표된 “분자 네트워크 기반 유방암 전이 예측”에 관한 연구논문이 동 대회에도 하이라이트 논문으로 선정에 된 바 있다.
‘분자생물학을 위한 지능형 시스템 국제학회’는 바이오정보학(bioinformatics) 분야의 세계최대 학술대회로 올해가 17회째가 된다.

## 수상경력
- TMBio Recognition Award, Nov. 2006
- KSBI OnBIT Award, Sep. 2005
- ACM Recognition of Service Award, Dec. 2004
- KSBI Outstanding Service Award, Oct. 2003
- IBM Shared University Research Award, Nov. 2002. (Joint-Award)